# Пантюхина, Мария Ивановна
Мария Ивановна Пантюхина (1 июля 1926 — 29 декабря 2008) — передовик советской пищевой промышленности, пекарь-мастер, наставник молодёжи Коломенского хлебокомбината Министерства пищевой промышленности РСФСР, Московская область, Герой Социалистического Труда (1976).

## Биография
Родилась в 1926 году в селе Селихово современного Знаменского района Орловской области, в крестьянской семье.
С 1937 года проживала в городе Коломне. С 4-го по 7-й класс проходила обучение в Коломенской школе. 31 декабря 1943 года трудоустроилась работать На Коломенский хлебзавод. Проработала на этом предприятии больше пятидесяти лет.
За всё время работы освоила профессии тестовода, машиниста, пекаря. Много лет возглавляла бригаду пекарей. С 1964 года член КПСС.
Возглавляемая бригада носил звание «Бригада коммунистического труда». Все 18 человек в бригаде имели звание «Ударник». Благодаря личной инициативе и настойчивости Марии Ивановны бригада очень быстро освоила новое поточное оборудование. Это позволило увеличить производительность труда пекарей.
Указом Президиума Верховного Совета СССР от 2 марта 1976 года за особые заслуги и высокие производственные достижения в пищевой промышленности Марии Ивановне Пантюхиной было присвоено звание Героя Социалистического Труда с вручением ордена Ленина и медали «Серп и Молот».
В 1996 году вышла на заслуженный отдых.
Была членом Московского обкома КПСС, бюро Коломенского горкома КПСС, ЦК профсоюза пищевой промышленности, депутатом Коломенского городского совета. Являлась делегатом XXVI съезда КПСС и XVI съезда профсоюзов СССР.
Проживала в Коломне. Умерла 29 декабря 2008 года, похоронена на кладбище № 2 города Коломны.

## Награды
За трудовые успехи была удостоена:
- золотая звезда «Серп и Молот» (02.03.1976)
- два ордена Ленина (в том числе 02.03.1976)
- другие медали.

- Отличник социалистического соревнования РСФСР.
- Отличник социалистического соревнования СССР.